# .mn
.mn је највиши Интернет домен државних кодова (ccTLD) за Монголију.
Регистрација се врши директно на другом нивоу, али и поред тога постоје неке под катеогрије:
- .gov.mn - намењен државним институцијама;
- .edu.mn - намењен образовним институцијама;
- .org.mn - намењен непрофитним организацијама.

Осим у овој држави бележи се ограничена употреба овог НИДдка и у Минесоти, САД.
Пример:
- приступ под .us НИД-ком www.leg.state.mn.us
- приступ под .mn НИД-ком www.leg.mn